# Сенегал (река)
Сенегал је река у западној Африци, дугачка 1.790 км. Површина слива јој износи 483,181 km². 
Настаје од река Семефе и Бафинг, чија се изворишта налазе у Гвинеји, а састају се код града Бафулабе у Малију и формирају реку Сенегал. Низводно од града Бафулабе, река протиче кроз Талари клисуру и формира Гуина водопаде. По изласку из Малија, Сенегал тече према Атлантику, правећи природну границу између држава Сенегал и Мауританија. Најзначајније притоке Сенегала су Фалеме, Каракоро и Горгол.
Река Сенегал има две велике бране: Манантали у Малију и Мака Диама на граници Сенегала са Мауританијом.

## Географија
Извориште Сенегала су реке Семеф (Бакоје) и Бафинг које обе потичу из Гвинеје; оне чине мали део границе између Гвинеје и Малија пре него што се споје у Бафоулаб у Малију. Одатле, река Сенегал тече на запад, а затим на север кроз Талари клисуре у близини Галоуга и преко водопада Гуина, затим нежније тече поред Кајеса, где прима Колимбине. Након што тече заједно са Каракором, продужава ток првог дуж границе Мали-Мауританија за неколико десетина километара до Бакела где тече заједно са реком Фалем, која такође извире у Гвинеји, а затим тече малим делом границе Гвинеја-Мали, да би потом пратила већи део границе Сенегала и Малија до Бакела. Сенегал даље тече кроз полусушно земљиште на северу Сенегала, формирајући границу са Мауританијом и улива се у Атлантик. У Кадију прихвата Горгол из Мауританије. Течећи кроз Боге стиже до Ричард Тола где му се придружује Ферло који долази из Лак де Гије у унутрашњости Сенегала. Река пролази кроз Росо и, приближава се свом ушћу, око сенегалског острва на коме се налази град Сен Луј, да би потом скренула на југ. Од Атлантског океана одваја га танка трака песка која се зове Лонг де Барбари пре него што се излије у сам океан.
Река има две велике бране дуж свог тока, вишенаменску брану Манантали у Малију и брану Мака-Дјама низводно на граници Мауританије и Сенегала, близу излаза у море, спречавајући приступ сланој води узводно. Између Мананталија и Мака-Дјама налази се хидроелектрана Фелоу која је првобитно завршена 1927. године и користи брану. Електрана је замењена 2014. Године 2013, почела је изградња хидроелектране Гвина узводно од Фелоа на водопадима Гвина.
Река Сенегал има слив од 270,000 km2 (104,248 sq mi), средњи проток од 680 m3/s (24.000 cu ft/s) и годишњи проток од 21,5 km3 (5,2 cu mi). Важне притоке су река Фалем, река Каракоро и река Горгол.
Низводно од Каедија река се дели на два крака. Леви крак који се зове Дуве тече паралелно са главном реком на северу. После 200 km (120 mi) два крака се поново спајају неколико километара низводно од Пондора. Дугачак појас земље између два огранка назива се Иле а Морфил.
Мали, Мауританија и Сенегал су 1972. основали Организацију за развој реке Сенегал (OMVS) за управљање речним басеном. Гвинеја се придружила 2005.
У данашње време, река се веома ограничено користи за превоз робе и путника. OMVS је размотрила изводљивост стварања пловног канала ширине 55 m (180 ft) између малог града Амбидедија у Малију и Сен Луја, на удаљености од 905 km (562 mi). То би дало Малију без излаза на море директан пут до Атлантског океана.
Водена фауна у сливу реке Сенегал је уско повезана са оном у сливу реке Гамбије, а ове две реке се обично комбинују у оквиру једне екорегије познате као слив Сенегал-Гамбија. Иако је богатство врста умерено велико, само три врсте жаба и једна риба су ендемичне за овај екорегион.